# پلیشکی
پلیشکی (به لهستانی:  Pliszki) یک روستا در لهستان است که در گمینا پاپروتنگا واقع شده‌است.